# Vohwinkel (stanice visuté dráhy ve Wuppertalu)
Vohwinkel (německy Schwebebahnstation Vohwinkel) je konečná stanice visuté dráhy ve Wuppertalu, která se nachází poblíž železniční stanice Vohwinkel a tím tvoří přestupní terminál mezi autobusy a vlaky. Stanice je nultým kilometrem dráhy.

## Historie
V rámci modernizace visuté dráhy v letech 1999 až 2014 byla původní staniční budova v roce 2007 zbořena a přestavěna do současné podoby. Během rekonstrukce byla stanice průjezdná bez zastavení, takže sousední stanice Bruch dočasně sloužila jako konečná.
Před výstavbou stanice zde jezdila i tramvaj z Solingenu a i po otevření zde jezdila tramvaj z Düsseldorfu (přesněji z Benarthu), obě sítě byly uzavřeny v pedaseátých a šedesátých letech.

## Charakteristika
Stanice je nadzemní se dvěma bočními nástupišti. Stanice je konečnou stanicí na visuté dráze a byla otevřena 24. května 1901. Stanice se dříve nacházela blíže k nádraží Vohwinkel, ale v roce 1908 byla přesunuta o několik set metrů dále na východ na své současné místo.
Za stanicí se nachází depo a obratiště. Jeho vozová hala je dlouhá 74 metrů a nabízí prostor pro 27 kloubových vlaků a historický Kaiserwagen. Kromě skladovacích prostor je v něm umístěna i dílna.